# Christian Catomeris
Christian Georges Catomeris, född 7 september 1956 i Enskede, är en svensk journalist, författare och dokumentärfilmsproducent. Han har varit verksam på Sveriges Television och gjort program om etnicitet och migration samt även skrivit flera böcker i ämnet. Catomeris blev Europakorrespondent i Bryssel för SVT 2010 men återvände hösten 2014 till Stockholm för att göra dokumentärer om migration. Han var verksam som utrikesmedarbetare på SVT Nyheter till och med 2021 då han gick i pension.

## Studier
Catomeris gick i skolan vid Cours/Lycée Saint Louis i Stockholm och tog fransk humanistisk studentexamen (Baccalauréat A) i Strasbourg i Frankrike 1975. Han studerade socialantropologi vid Stockholms universitet 1976–1977 och journalistik vid Journalisthögskolan i Göteborg 1977–1978 där han tog journalistexamen.

## Sveriges Radio 1979–1991
Catomeris anställdes 1979 på Sveriges Radios invandrarredaktion, där han var verksam som producent, programledare och debattredaktör för programmen Det vill jag höra, Gränslöst, Café Cosmopolite och Gränslös debatt. Under denna tid var han även utlånad som TV-reporter till Allemansland i UR 1988–1989 och Kulturjournalen i SVT 1990–1991 och som programledare för Mosaik i SVT 1989–1990.

### Övrigt
Catomeris har skrivit och föreläst om migration och etnicitet. Han stod för idé och manus till SVT-dokumentären Stockholms Negrer från 1986 (tillsammans med Manos Geranis), om punkgruppen med samma namn och om gruppens förgrundsfigur Michael Alonzo. 1988 utkom han med boken Gipskattor och Positiv, Italienare i Stockholm 1896-1910, en av de första historiska monografierna om en invandrargrupp i Sverige. För denna tilldelades han Immigrantinstitutets forskarpris (1989)

## Sveriges Television 1991–2021
Catomeris anställdes som reporter på Aktuellt på SVT 1991. Där tjänstgjorde han som reporter och redaktör och hade liknande funktioner på Rapport, Kulturnyheterna och Korrespondenterna, samtliga i SVT. 2010–2014 var han Europakorrespondent för SVT med basering i Bryssel. Christian Catomeris har varit utrikesmedarbetare på SVT Nyheter. 1993 var Catomeris programledare och redaktör på Tendens i Sveriges Radio.

### Dokumentärer och reportageböcker
Catomeris har producerat flera längre program och dokumentärer som till exempel We shall Overcome, en invandrarpolitisk historia 1993 (UR) eller de svenska bidragen till tre europeiska samproduktioner på kulturens område: Ung film i Norden, om filmaren Carl-Gustaf Nykvist, Stockholms stad i Europa, om arkitektur och stadsplanering samt Nyckelfeber, om instrumentet nyckelharpan. Catomeris stod bakom kortdokumentären De vita bussarnas okända resa (2006), byggd på historikern Ingrid Lomfors bok Blind fläck.
Tillsammans med den franske författaren och journalisten Olivier Truc publicerade han reportageboken Dykaren som exploderade (Norstedts, 2008) som handlar om det pris yrkesdykare betalade för det norska oljeundret.
Grundat på sina erfarenheter från tiden som Europakorrespondent producerade han nyhetsdokumentären Kvinnorna i Tunis om den tunisiska revolutionen (2012) samt två dokumentärer om migration, Tillbaka till Lampedusa (2015) och Kvinnan med armbandet (2016), den första nominerad till Prix Europas mångfaldspris och belönad med The Anna Lindh Euromed Foundations journalistpris (2015).
Bland övriga produktioner kan nämnas kortdokumentären Paris ett år senare (2016) som handlar om stämningarna i Frankrike efter terroristattentaten 2015. I den hyllade dokumentärberättelsen Efter attentaten (Leopard förlag, 2017) utvecklade han ämnet i bokform.
Tillsammans med SVT-journalisten Knut Kainz Rognerud producerade han dokumentären Det slutna sällskapet (2019) om Svenska Akademiens kris 2017–2018. En bok av samma upphovsmän och på samma tema Svenska Akademien. Makten, kvinnorna och pengarna utkom 2019.

### Migration och etnicitet
Bland andra facklitterära publikationer kan nämnas Det ohyggliga arvet, Sverige och främlingen genom tiderna (2004, i ny utökad och reviderad upplaga 2017), nominerad till Årets Historiska bok 2004. Catomeris var initiativtagare och chefredaktör för den mångkulturella tidskriften Creol (1994). 1995 utförde han ett uppdrag som utredare för Ungdom mot Rasism, Civildepartementet vilket resulterade i studien Vit makt? En studie av invandrares och deras barns representation inom politik, förvaltning, näringsliv, organisationer och media (1995). Ytterligare publikationer är I Fädrens spår, en intervjubok om invandring och faderskap (1998) på uppdrag av projektet invandring, mansroll och föräldraskap, Arbetsmarknadsdepartementet, Som att förflytta sig 20 år tillbaka i tiden, om redaktionernas etniska enfald, i antologin Mörk Magi i vita medier (2009). 2015 publicerades ”Svartmuskiga bandittyper”, svenskarna och det mörka håret, i boken Orientalism på svenska.
2021 var Catomeris tillsammans med Sara Almosaibi Jasas projektansvarig för dokumentationen Hur kan det vara så här? som består av 20 djupintervjuer med SVT-medarbetare med utländsk bakgrund om arbetssituationen och om de journalistiska perspektiven på SVT (2021). Boken Människovärdet! (Carlsson, 2022) utgörs av en samling nya och äldre texter om journalistik, migration och rasism. Den handlar bland annat orsakerna bakom Catomeris avhopp från TV-programmet Agenda år 2020 och väckte stor uppmärksamhet i pressen när den kom ut. 2023 utkom den omfattande biografin Ingrid Segerstedt Wiberg - Den Stridbara (Atlas förlag).om freds- och människorättsaktivisten och den liberala ledarskribenten och riksdagskvinnan Ingrid Segerstedt Wiberg.

## Filmografi
- Det slutna sällskapet (med Knut Kainz Rognerud) 2018 (SVT)[55]Stockholms Negrer, 1986 (SVT2)[56] (med Manos Geranis)
- Paris ett år senare 2016 (SVT)[57]
- Kvinnan med armbandet 2015 (SVT)[26]
- Tillbaka till Lampedusa 2015 (SVT)[26]
- Kvinnorna i Tunis 2012 (SVT)[26]
- De vita bussarnas okända resa, 2006 (SVT)[25]
- Stockholms stad i Europa, 1993 (SVT; BBC m fl)[58]
- Nyckelfeber ,2002 (SVT; BBC m fl).[24]
- We shall Overcome, en invandrarpolitisk historia 1993 (UR),
- Ung film i Norden, 1992 (SVT; SR; NRK m fl)[22]
- Stockholms Negrer, 1986 (SVT)

## Utmärkelser och Stipendier
- Immigrantinstitutets forskarpris (1997)[17] för Gipskattor och positiv, Italienare i Stockholm 1896-1910
- Nominering till Årets bok om svensk Historia (2004),[36] för Det ohyggliga arvet. Sverige och främlingen genom tiderna
- Författarstipendium Fritt Ord, Norge (2008)
- The Anna Lindh Euromed Foundations journalistpris (2015)[28] för Tillbaka till Lampedusa, SVT.
- Nominering till Prix Europas mångfaldspris, prix Iris (2015)[59] för Tillbaka till Lampedusa, SVT.
- Stipendium för fackboksförfattare Natur & Kultur (2016)[60]